# Île Raza
L'île Raza (en anglais : Raza Island) est une des Îles Rendezvous (en). Elles-mêmes faisant partie des îles Discovery, en Colombie-Britannique, au Canada. 